# 洪相镇
洪相镇，原为洪相乡，是中华人民共和国山西省吕梁市交城县下辖的一个乡镇级行政单位。2021年5月28日，撤乡设镇。将岭底乡横头村委会划归洪相镇管辖。

## 行政区划
洪相镇下辖以下地区：
成村、安定村、洪相村、广兴村、舍堂村、范家庄村和裴家山村。